# Visoko in nizko
Visoko in nizko (japonsko 天国と地獄, Hepburn Tengoku to Jigoku) je japonski kriminalni film iz leta 1963, ki ga je režiral Akira Kurosava po scenariju, ki so ga ob njem napisali Rjuzu Kikušima, Hideo Oguni in Eidžiro Hisaita. Ohlapno temelji na romanu King's Ransom Eda McBaina iz leta 1959. V glavnih vlogah nastopajo Toširo Mifune, Tacuja Nakadai in Kjoko Kagava. Zgodba govori o izsiljevanju direktorja čevljarskega podjetja, ki mu ugrabijo sina.
Film je bil premierno prikazan 1. marca 1963, v ZDA pa 26. novembra istega leta. Naletel je na dobre ocene kritikov ter osvojil japonski nagradi Mainiči za najboljši film in scenarij. Na strani Rotten Tomatoes ima oceno 94%.

## Vloge
- Toširo Mifune kot Kingo Gondo (権藤 金吾, Gondo Kingo)
- Tacuja Nakadai kot inšpektor Tokura (戸倉警部)
- Kjoko Kavawa kot Reiko Gondo (権藤伶子, Gondo Reiko)
- Tacuja Mihaši kot Kavaniši (河西, Kawanishi)
- Kendžiro Išijama kot glavni detektiv 'Bos'n' Taguči (田口, 'Bos'n' Taguchi)
- Isao Kimura kot detektiv Arai (荒井)
- Takeši Kato kot detektiv Nakao (中尾)
- Jutaka Sada kot Aoki (青木), Gondov voznik
- Cutomu Jamazaki kot  Gindžiro Takeuči (竹内 銀次郎, Takeuchi Ginjiro)
- Takaši Šimura kot načelnik preiskovalnega oddelka
- Džun Tazaki kot Kamija (神谷, Kamiya)
- Nobuo Nakamura kot Išimarur (石丸, Ishimarur)
- Junosuke Ito kot Baba (馬場)
- Kodži Micui kot novinar
- Minoru Čiaki kot novinar
- Eidžiro Tono kot delavec
- Jošio Cučija kot detektiv Murata (村田)
- Masahiko Šimizu kot Šiniči Aoki (青木 進一, Aoki Shinichi)